# Edmund de Langley, primul Duce de York
Edmund de Langley, primul Duce de York (n. 5 iunie 1341 – d. 1 august 1402) a fost fiul cel mic al regelui Eduard al III-lea al Angliei și a soției acestuia, Filipa de Hainault. La vârsta de 21 de ani a fost numit Conte de Cambridge. La 6 august 1385 a fost numit Duce de York. A fost fondatorul Casei de York.